# Província de Nùgoro
La província de Nùgoro (en sard: provìntzia de Nùgoro, en italià: provincia di Nuoro) és una província amb capital a la ciutat homònima i que forma part de la regió de Sardenya, Itàlia.
Limita al nord amb la província de Sàsser, a l'oest amb la d'Oristany, i al sud amb la de Sardenya del Sud.
Té una àrea de 5.638,06 km², i una població total de 212.477 habitants distribuïts en 74 municipis, segons el cens de 2016.

## Modificacions territorials
Després de la llei regional n. 9 del 2001 i les successives integracions, es va dur a terme una reestructuració territorial de la regió autònoma de Sardenya que va crear quatre noves províncies. Les modificacions van resultar efectives el maig de 2005 i van suposar per a la província de Nùgoro les següents modificacions:
- pèrdua de 23 municipis a favor de la nova província d'Ogliastra,
- pèrdua de 13 municipis, integrats a la província de Càller,
- pèrdua de 10 municipis, integrats a la província d'Oristany i
- pèrdua de 2 municipis, a favor de la nova província d'Òlbia-Tempio.

El 2016, amb la nova ordenació regional de l'illa, tots el municipis que van passar a la província d'Ogliastra, excepte Seui que passà a la província de Sardenya del Sud, van tornar a la província de Nùgoro.

## Municipis principals per població
| Rànquing | Municipi   | Població |
| -------- | ---------- | -------- |
| 1        | Nuoro      | 37.091   |
| 2        | Siniscola  | 11.486   |
| 3        | Tortolì    | 11.059   |
| 4        | Macomer    | 10.226   |
| 5        | Dorgali    | 8.548    |
| 6        | Oliena     | 7.145    |
| 7        | Orosei     | 7.015    |
| 8        | Lanusei    | 5.431    |
| 9        | Orgosolo   | 4.229    |
| 10       | Bari Sardo | 4.003    |